# Alexandre Melik-Pachaïev
Alexandre Chamilievitch Melik-Pachaïev (en russe : Александр Шамильевич Мелик-Пашаев; ISO 9 : Aleksandr Šamil'evič Melik-Pašaev), né le 23 octobre 1905 à Tiflis et mort le 18 juin 1964 à Moscou, est un chef d'orchestre soviétique d'origine arménienne.